# Poikowski
Poikowski (russisch По́йковский) ist eine Siedlung städtischen Typs im westsibirischen Autonomen Kreis der Chanten und Mansen/Jugra (Russland) mit 25.594 Einwohnern (Stand 14. Oktober 2010).

## Geografie
Die Siedlung liegt im Westsibirischen Tiefland gut 150 Kilometer östlich des Verwaltungszentrums des Autonomen Kreises Chanty-Mansijsk am linken Ufer der Bolschaja Juganskaja, des auf diesem Abschnitt äußersten linken, südlichen Arm des Ob. Der Hauptarm des Flusses verläuft etwa 30 Kilometer nördlich von Poikowski. Unweit der Siedlung mündet das Flüsschen Poika (oder Poik) in den Ob-Arm, welches dem Ort den Namen gab.
Poikowski gehört zum Rajon Neftejugansk; dessen Verwaltungszentrum Neftejugansk liegt etwa 50 Kilometer östlich von Poikowski.

## Geschichte
Poikowski entstand 1964 als Erdölarbeitersiedlung an Stelle des alten Dorfes Muschkino, welches nach seinen Gründern, den Brüdern Muschkin, benannt war. 1967 erhielt der Ort den heutigen Namen nach dem Fluss und am 15. Mai 1968 den Status einer Siedlung städtischen Typs.
1998 wurde Poikowski bei einem regionalen Wettbewerb als bestentwickelte städtische Ansiedlung ausgezeichnet.

### Bevölkerungsentwicklung
| Jahr | Einwohner |
| ---- | --------- |
| 1970 | 2.875     |
| 1979 | 6.448     |
| 1989 | 14.901    |
| 2002 | 27.540    |
| 2010 | 25.594    |

Anmerkung: Volkszählungsdaten

## Schachturnier
Poikowski wurde in der Schachwelt zu einem Begriff, da hier seit 2000 ein alljährliches Weltklasseturnier stattfindet, benannt nach dem 12. Weltmeister Anatoli Karpow.
Die bisherigen Sieger:
1. 2000 – Viktor Bologan
2. 2001 – Viktor Bologan
3. 2002 – Alexander Onischuk
4. 2003 – Joël Lautier und Pjotr Swidler
5. 2004 – Alexander Grischtschuk und Sergei Rubljowski
6. 2005 – Étienne Bacrot
7. 2006 – Alexei Schirow
8. 2007 – Dmitri Jakowenko
9. 2008 – Sergei Rubljowski, Dmitri Jakowenko, Vüqar Həşimov und Alexei Schirow
10. 2009 – Alexander Motyljow
11. 2010 – Sergei Karjakin und Viktor Bologan
12. 2011 – Étienne Bacrot
13. 2012 – Dmitri Jakowenko
14. 2013 – Pawel Eljanow
15. 2014 – Alexander Morosewitsch
16. 2015 – Anton Korobow
17. 2016 – Anton Korobow

## Wirtschaft und Infrastruktur
Hauptwirtschaftszweig ist die Erdölförderung.
Die Regionalstraße R404, welche Surgut und Neftejugansk mit Chanty-Mansijsk verbindet, führt südlich an Poikowski vorbei.